# 고란 유리치
고란 유리치(크로아티아어: Goran Jurić, 1963년 2월 5일~ )는 크로아티아의 전 축구 선수이다. 포지션은 수비수였다.
벨레주 모스타르, FK 츠르베나 즈베즈다, 셀타 비고, NK 자그레브, 요코하마 F. 마리노스, NK 자그레브에서 활동했다. 1988년 유고슬라비아 축구 국가대표팀에서 4경기를 뛰었으며, 이후 크로아티아 축구 국가대표팀에서 15경기를 뛰었다.